# Szentendre
Szentendre (srbsky Сентандреја/Sentandreja, německy Sankt Andrä, chorvatsky Senandrija, slovensky Svätý Ondrej) je město v Maďarsku, v župě Pest, několik kilometrů severně od Budapešti. Je okresním městem stejnojmenného okresu. Město stojí na dunajském břehu, protéká jím potůček s názvem Bükkös-patak.
V roce 2005 zde žilo necelých 24 000 obyvatel. Szentendre je jedním z nejvyhledávanějších turistických cílů v Maďarsku a turistika je jedním z nejdůležitějších zdrojů příjmů města. Město je známé také tím, že do začátku druhé světové války bylo významnou uměleckou kolonií. Evropská komise v roce 2019 přidala město Szentendre na seznam míst s označením „Evropské dědictví“.

## Název
Název města znamená v překladu Svatý Ondřej, který se používá v překladu např. i ve slovenštině (Svätý Ondrej). Název vznikl spojením obou slov do jednoho názvu. V jihoslovanských jazycích se používá maďarský název ve fonetickém přepisu (Сентандреја/Sentandreja) nebo v jiných zkrácených podobách (např. Sendrija/Sendra). Přeložený název se objevuje i v historických německých zdrojích jako Sankt Andrä. 

## Přírodní poměry
Město se nachází na pravém břehu Dunaje jen několik málo kilometrů severně od Budapešti. Vzniklo hned za ohbím Dunaje, kde se krajina otevírá na obou březích a kde leží různé aluviální roviny. Neleží při hlavním toku Dunaje, od něho jej odděluje Szentendrejský ostrov, ale jen u jednoho z ramen veletoku. Zástavba města ještě přechází na svahy pohoří Piliš směrem na severozápad. Severozápadním směrem začínají husté lesy a vedou tudy různé turistické trasy. Severovýchodně od města se nachází rekreační oblasti na břehu Dunaje (např. ostrov Pap-Sziget, kde je umístěno také tábořiště). Podél břehu Dunaje vede cyklostezka.

## Historie

### Nejstarší dějiny

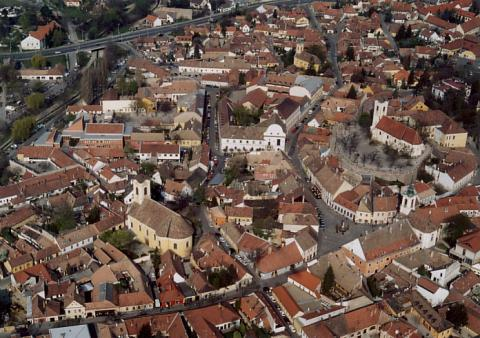
Letecký snímek města

Oblast Szentendre zahrnovala různé na sobě nezávisle vznikající osady, které zde vznikaly v různých časových rozestupech již od dávnověku. Tyto osady vznikaly podél čtyř místních vodních toků regionu, obvykle v souvislosti s dopravou po Dunaji, a ve starověku byly shromaždištěm cest vedoucích z regionu Pilis. V místním muzeu se dnes nacházejí různé nálezy z doby bronzové a železné. Na ostrově Pap-sziget bylo nalezeno pohřebiště z doby bronzové. To se ale samo nachází poměrně daleko na sever od historického centra Szentendre a daleko od koryta Bükkös-pataku (kde přirozeně osídlení vznikalo). 
Na počátku našeho letopočtu, kdy byla tato oblast osídlena keltskými kmeny sem pronikaly římské legie a Augustus ji připojil k Římské říši, Vespasianus zde založil provincii Panonie. Na místě, kde leží dnes Szentendre stavěli Římané vojenský tábor, který pojmenovali Ulcisia Castra (vlčí hrad nebo tábor). Význam lokality byl pro Římany stěžejní, neboť místní břeh patřil k dunajskému limu. Ve 4. století to byl dobře opevněný strategický bod. Možná se zde nacházelo i zimoviště římské dunajské flotily. V této době byla pevnost přejmenována na Castra Constantina (podle císaře Konstantina Velikého). Na některých místech dnešního Szentendre jsou archeologické naleziště nebo pozůstatky římských staveb. V areálu dnešního skanzenu jsou např. základy tzv. vily Rustica. 
Tábor čelil náporu barbarů a nakonec byl vyvrácen Huny roku 430. Později na tomto strategickém místě sídlili Avaři. Již od 19. století zde byly nalézány při výkopových pracích šperky z této doby. Díky jejich frekvenci lze předpokládat, že lokalita byla pro Avary významnějším centrem. Po jejich zániku patřilo toto území s hradiskem pod Velkou Moravu. Když sem vpadli na začátku 10. století maďarští kočovní válečníci, tak si toto místo za své sídlo zvolil kníže Kurszán. Nacházel se zde dvůr, kam maďarský panovník občas zavítal. Postaven zde byl kostel, který se nacházel v místech dnešní radnice nebo potoka.
Ve středověku spadala tato oblast pod biskupství ve Veszprému. První písemná zmínka o městě pochází z roku 1146, a to v záznamu o panství veszprémského biskupa. Za Karla Roberta z Anjou roku 1318 se stala královským zbožím. 

### Příchod jižních Slovanů a nástup Turků
V 15. století se zde začínali usazovat ti přistěhovalci z Balkánu, kteří odmítali žít pod tureckou nadvládou. Původ některých z nich z města Požarevac dodnes dokládá název kostela (srbsky Požarevačka crkva). Turci však roku 1541 dobyli nedaleký Budín a součástí Osmanské říše se stalo i Szentendre. V té době již bylo Szentendre srbsko-dalmatinsko-řeckým městem. 
Dramatické události turecké invaze do Uher a ničení města se projevily i zde. Z období před invazí se dochovalo jen velmi málo staveb; v podstatě pouze jediná středověká budova. Jsou nalezeny pozůstatky středověkého opevnění města, nicméně nedochovaly se žádné informace o tom, kudy městské opevnění vedlo a jakou mělo podobu. Ruiny původních staveb později překryly barokní domy. Uliční síť centra města, kterou lze vidět dodnes, vznikla v letech 1785 až 1850, což lze doložit srovnáním map vojenských mapování tehdejší Habsburské monarchie.

### 18. století
Kolonisté přišli v několika vlnách; nejprve se sem dosídlili lidé z oblasti dnešní Severní Makedonie a Dalmácie, impulzem byla Bitva na Kosově poli[zdroj?]. Další osadníci přišli později z centrálního Srbska (v rámci tzv. Stěhování Srbů) v roce 1690. Dorazilo sem asi 8 tisíc rodin.  Jihoslované zde získali výsady výměnou za to, že uznali tehdejšího panovníka Leopolda I. jako svého představitele v boji proti Turkům. Podmínky byly výhodné, neboť místním bylo během turecké moci bráněno ve vlastní náboženské praxi a dále museli platit vysoké daně. Získali svobodu vyznávat svoji pravoslavnou víru, volbu vlastních soudců, používání starého (juliánského) kalendáře, zřizování vlastních škol, používání svého (slovanského, srbského) jazyka a významné daňové výhody. Dohoda byla sjednána ve Vídni. Za vlastní peníze si potom mohli pravoslavní stavět své kostely. Ty tak vznikaly nejprve ze dřeva. Kamenné svatostánky byly postaveny až v 18. století. Došlo rovněž k oživení místní ekonomiky a byly stavěny školy a kostely. Místní obchodníci vydělali dost peněz na to, aby si postavili kamenné domy ještě v závěru století a řemeslníci se k nim přidali krátce poté. V roce 1720 se k pravoslavné církvi hlásilo 88 % obyvatel. V roce 1696 zde žilo celkem přes tisíc rodin. Jejich město bylo označováno jako mahala (z turečtiny), dle výrazu, který si přinesli ze svojí bývalé vlasti. 
Na počátku 18. století se v Rákócziho povstání přidalo místní slovanské obyvatelstvo na stranu císařského vojska, čímž mu byla potvrzena jeho privilegia. V druhé polovině 30. let 18. století město zasáhla epidemie moru, která si vyžádala relativně nižší počet obětí. Díky důsledné izolaci se podařilo zajistit, aby se zpočátku mor do města nerozšířil, nicméně z nedalekého Pomázu, který byl zasažen podstatně hůře, byl cítit zápach mrtvých. Okolo města byly ozbrojené stráže, které odmítaly do Szentendre kohokoliv vpustit a hrozily případně i zabitím návštěvníků. Bylo zřízeno celkem pět kontrolních stanovišť.
V době vlády císařovny Marie Terezie v druhé polovině 18. století se původní město s většinově jihoslovanským obyvatelstvem stalo městem královským.

### 19. století

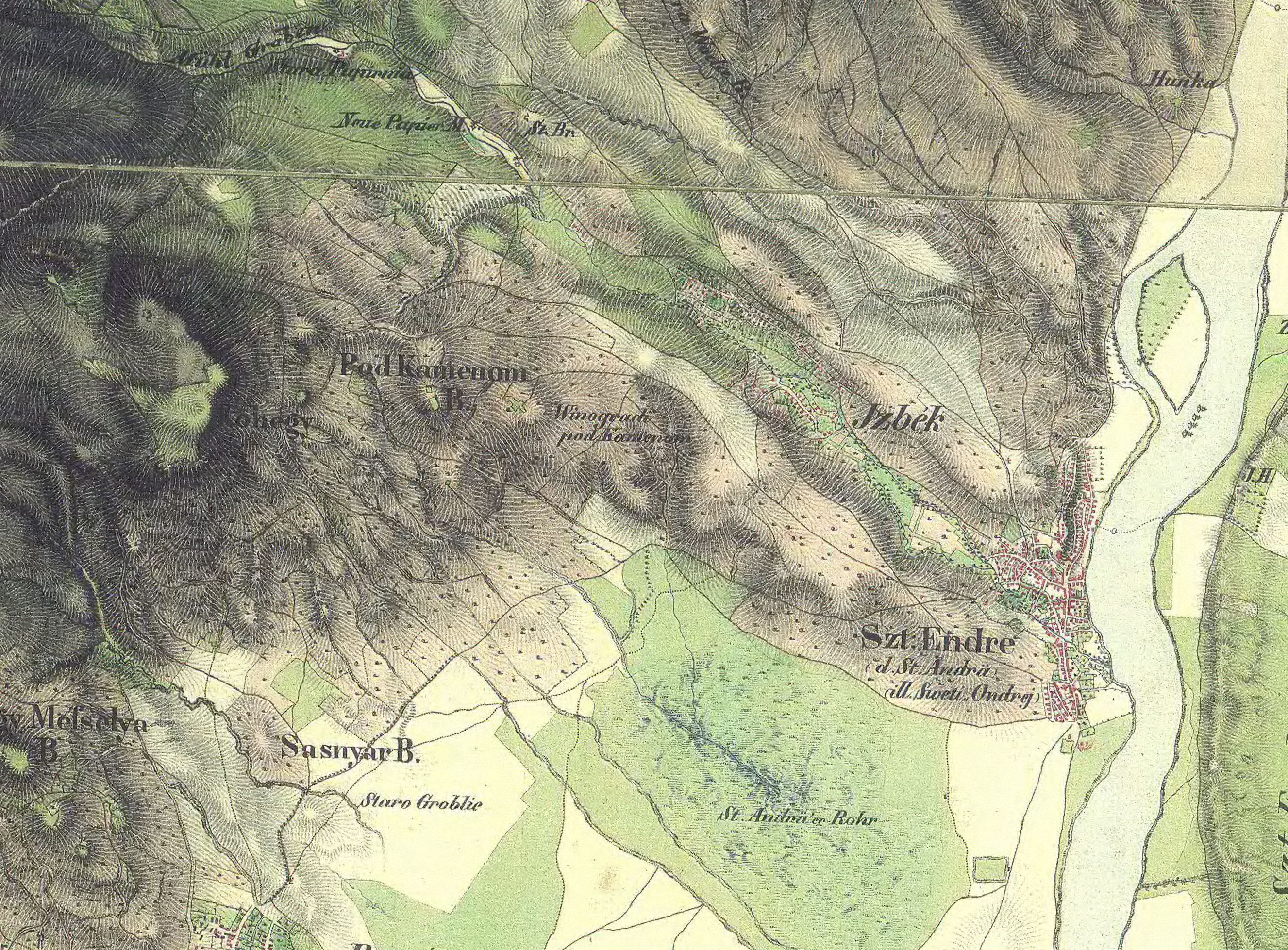
Město s okolím na mapě z druhého vojenského mapování.

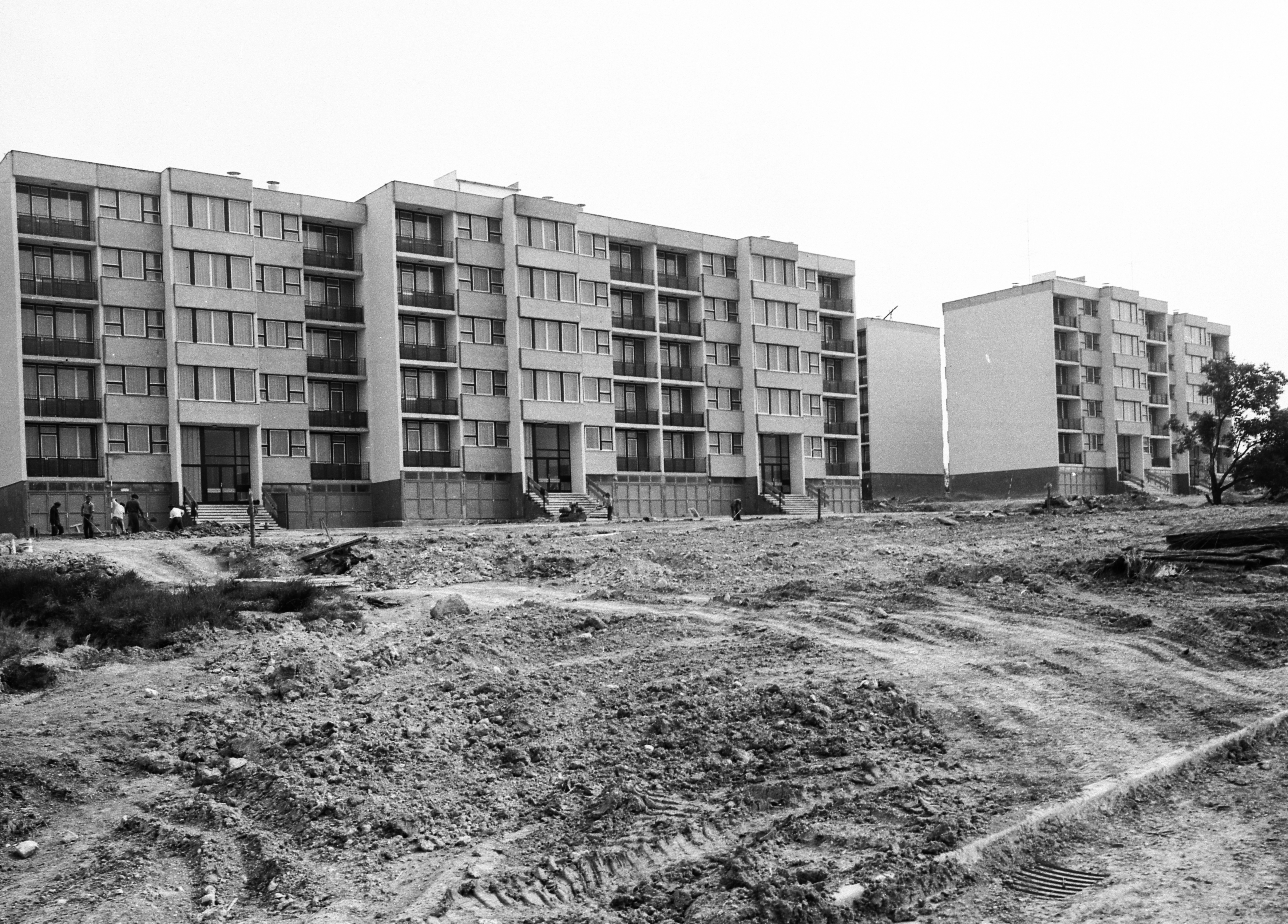
Výstavba panelového sídliště.

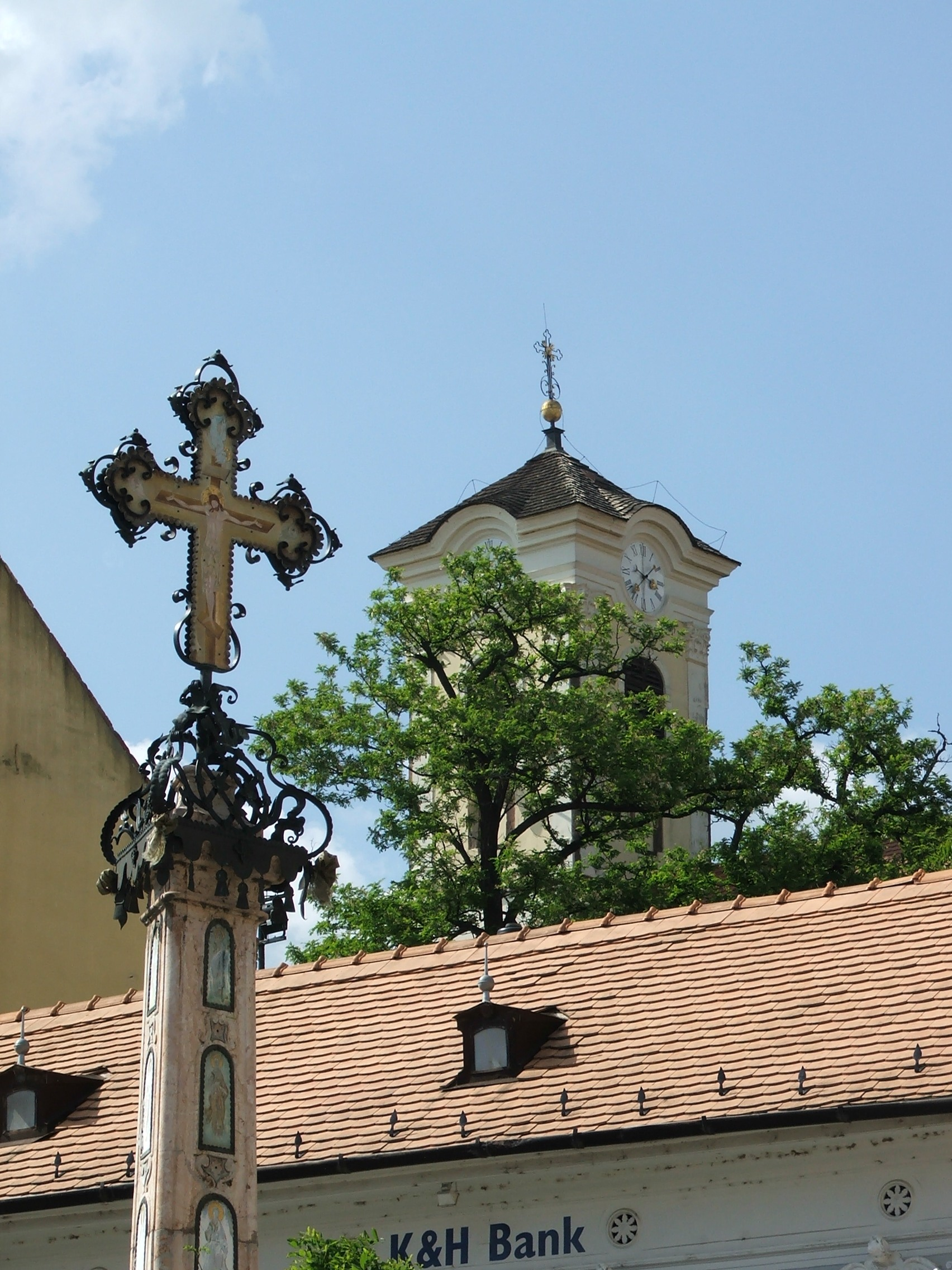
Kříž na Hlavním náměstí (Fö tér) v Szentendre. Na pozadí farní kostel Jana Křtitele

Kvetoucí město ale zasáhla ohromná povodeň roku 1838. O povodni se psaly knihy (Mór Jókai) a stavěly se jí pomníky (např. reliéf na kostele sv. Františka v Pešti). Zničeno bylo téměř na dvě stě domů. V polovině 19. století přišli do města další noví osadníci, kteří byli především německého, slovenského a maďarského původu. Až do této doby si nicméně město uchovalo většinově srbský ráz. Na mapě druhého vojenského mapování se proto uvádí i vedle maďarského názvu i slovenský (Swetý Ondrej). Obec je na mapě soustředěna přímo k dunajskému břehu a mírně přechází do údolí sousedního potoka.
Roku 1872 byl správní reformou v Uhrách vrácen Szentendre status města. To získalo také svoje zastupitelstvo. I tak se jednalo o jedno z nejmenších měst v Uhrách, jeho počet obyvatel se v této době pohyboval někde mezi třemi až čtyřmi tisíci lidí. Je historicky prvním městem okolo Budapešti, které tento statut získalo před tím, než u ostatních došlo k jejich rychlému růstu na přelomu 20. a 21. století.
Roku 1888 sem potom byla z Budína zavedena železnice. Místní tak mohli efektivněji prodávat vlastní výrobky, např. sadaři i květináři přímo v Budapešti.
To, spolu s příchodem nových kolonistů znamenalo podstatnou změnu národnostního složení města. Ještě v roce 1905 uváděly srbské zdroje, že z 915 domů, které v Szentendre tehdy stály, je 121 obýváno srbskými rodinami. Mapa třetího vojenského mapování kromě železniční trati ale uvádí ještě i jihoslovanské místní názvy v okolních kopcích (např. Slatina, Prekobrdica, Staro Groblje, Jasenovo Brdo apod.). Uvádí také název místního potoka jako Bela Voda. V obci byl v provozu i přívoz na Szentenderský ostrov, kde vedla cesta do nedaleké obce Dunakeszi, která leží na druhém břehu Dunaje. Na ostrově naproti městu stál minimálně jeden dům.

### 20. a 21. století
Po roce 1918 a vzniku Království Srbů, Chorvatů a Slovinců se místní srbská komunita vystěhovala zpět do vlasti, čímž počet obyvatel města podstatným způsobem poklesl.[zdroj?] Zůstal zde sice pravoslavný episkopát, ale jeho činnost byla víceméně pouze administrativní. V roce 1931 zde z původního srbského obyvatelstva zůstalo jen 150 lidí. 
Mezi světovými válkami se Szentendre stalo cílem mnoha umělců, kterým se Budapešť zdála být příliš hlučná a nenacházeli tam tvůrčí klid. Vznikla zde plodná umělecká komunita.
Po druhé světové válce město díky blízkosti k Budapešti i nadále rostlo. Kolem roku 1954 zde žilo zhruba deset tisíc lidí. Vznik nových rodinných domů, bytů a další zástavby znamenal konec tradice sadařství a ovocnářství na svazích pohoří Pilis v okolí města. Roku 1979 se město také administrativně rozšířilo a zabralo několik okolních vesnic (Pannóniatelep, Püspökmajor, Pismány, Szarvashegy). V této době nicméně již obce byly územně propojené se Szentendre. V okolí města vznikly papírna a cementárna. Ještě v 80. letech 20. století ale potomci původních obyvatel z Dalmácie (Chorvatů) žili v Dalmatské ulici. Tehdy zde žilo zhruba šestnáct tisíc obyvatel. Do politických změn na počátku 90. let 20. století neslo hlavní náměstí název po Karlu Marxovi (maďarsky Marx tér).
Plné otevření turistice město realizovalo v 90. letech 20. století. Dnes městečkem prochází každý den tisíce turistů.
V letech 2012 až 2013 bylo nábřeží Dunaje upraveno takovým způsobem, aby bylo možné v případě povodní vybudovat mobilní protipovodňovou stěnu. Výhledově má z města vzniknout na nedaleký ostrov most pro cyklistickou dopravu.

## Obyvatelstvo

### Struktura obyvatelstva
Vlivem suburbanizace počet obyvatel Szentendre neustále roste; mezi lety 1990 a 2016 vzrostl dokonce o celou třetinu.
Město má z historických důvodů odlišné národnostní i náboženské složení od zbytku měst na území současného Maďarska, resp. bývalého Uherska. Postupem času se nicméně vliv zbytku země a nedaleké Budapešti projevil i zde. V roce 2015 mělo Szentendre 25 542 obyvatel, většina z nich se hlásí k maďarské národnosti (87,9 %). Dále jsou zastoupeni Němci s podílem 1,7 %, potom Romové s 0,5 %, dále Srbové s 0,4 %, Chorvati, Poláci, Rumuni a Slováci s 0,3 % a ještě méně potom Ukrajinci a Řekové s 0,1 %. Existuje zde menšinový samosprávný systém, kdy chorvatská, polská, německá a srbská národnostní menšina zde mají svoji organizaci. 

### Náboženský život
Z hlediska národnostního složení se 35 % obyvatel Szentendre hlásí k Římskokatolické církvi, 9,9 % k reformovaným církvím, 1,5 % k luteránství, 0,6 % k řeckokatolické církvi, 0,2 % k Židovství a 2,6 % obyvatel města k dalším církvím nebo náboženským organizacím. 21,1 % neuvedlo žádnou náboženskou organizaci a 28, 1 % odmítlo odpovědět.

## Hospodářství
Ve městě se dříve nacházela papírna a cementárna, v okolních oblastech vznikly v minulosti malé továrny, které provozovalo průmyslové družstvo Szentendre. Dříve stál také průmyslový závod společnosti PEFÉM v Izbégu. Po roce 1989 byla papírna převzata řeckým investorem a později zkrachovala Obdobně dopadl i závod na broušení diamantů, který provozovala po nějakou dobu izraelská firma. Zanikla i původní vagonka, jejíž areál byl zbourán a přebudován na obytnou zónu. Z bývalé průmyslové oblasti tak prakticky zmizely malé továrny a nahradily je činnosti v oblasti služeb. 
Místní ekonomika se přeorientovala na služby (od roku 1989 zásadním způsobem vzrostl význam turistiky), případně místní obyvatelstvo ve velkém počtu dojíždí za prací do metropole Budapešti.

## Doprava

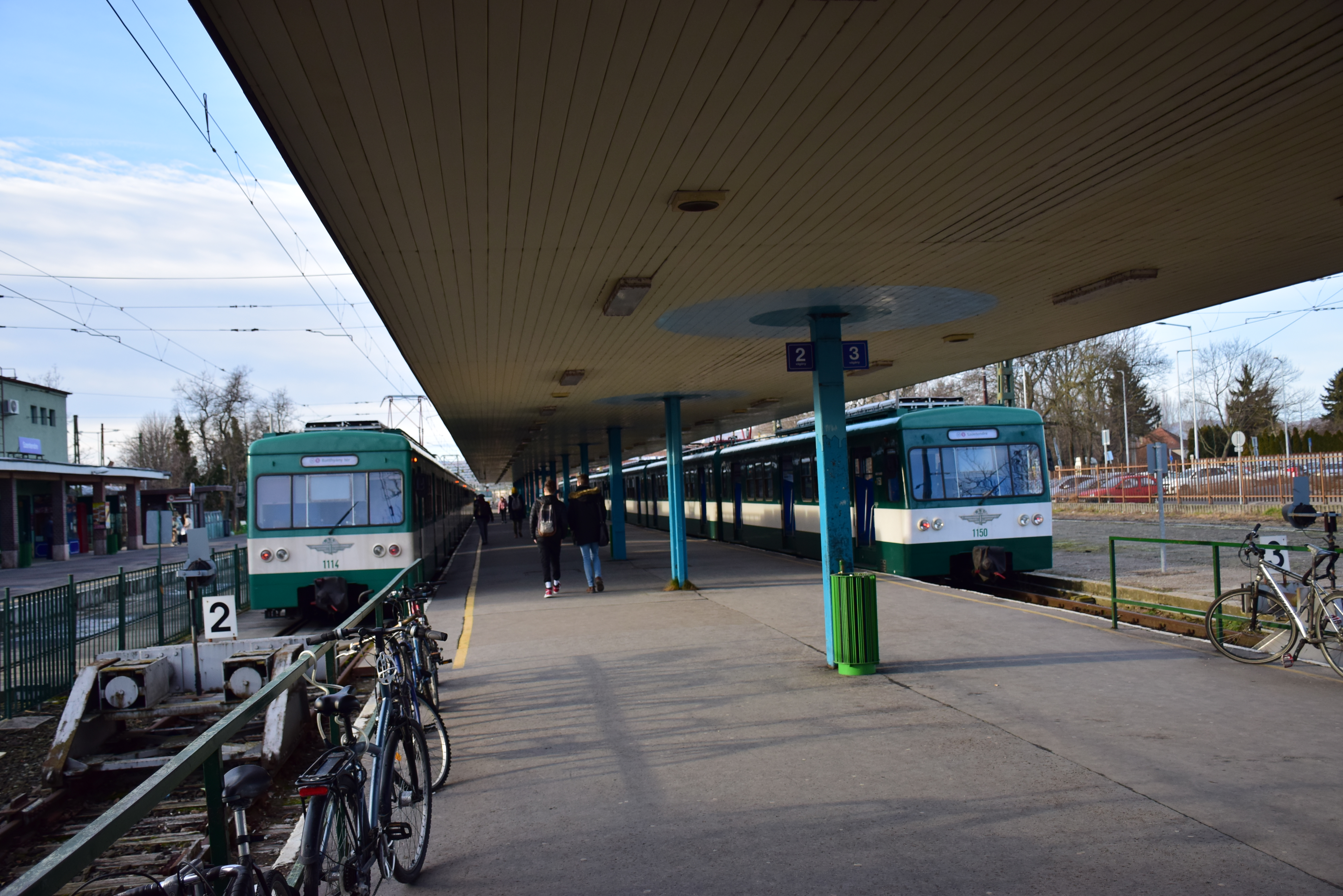
Vlaky příměstské železnice HÉV.

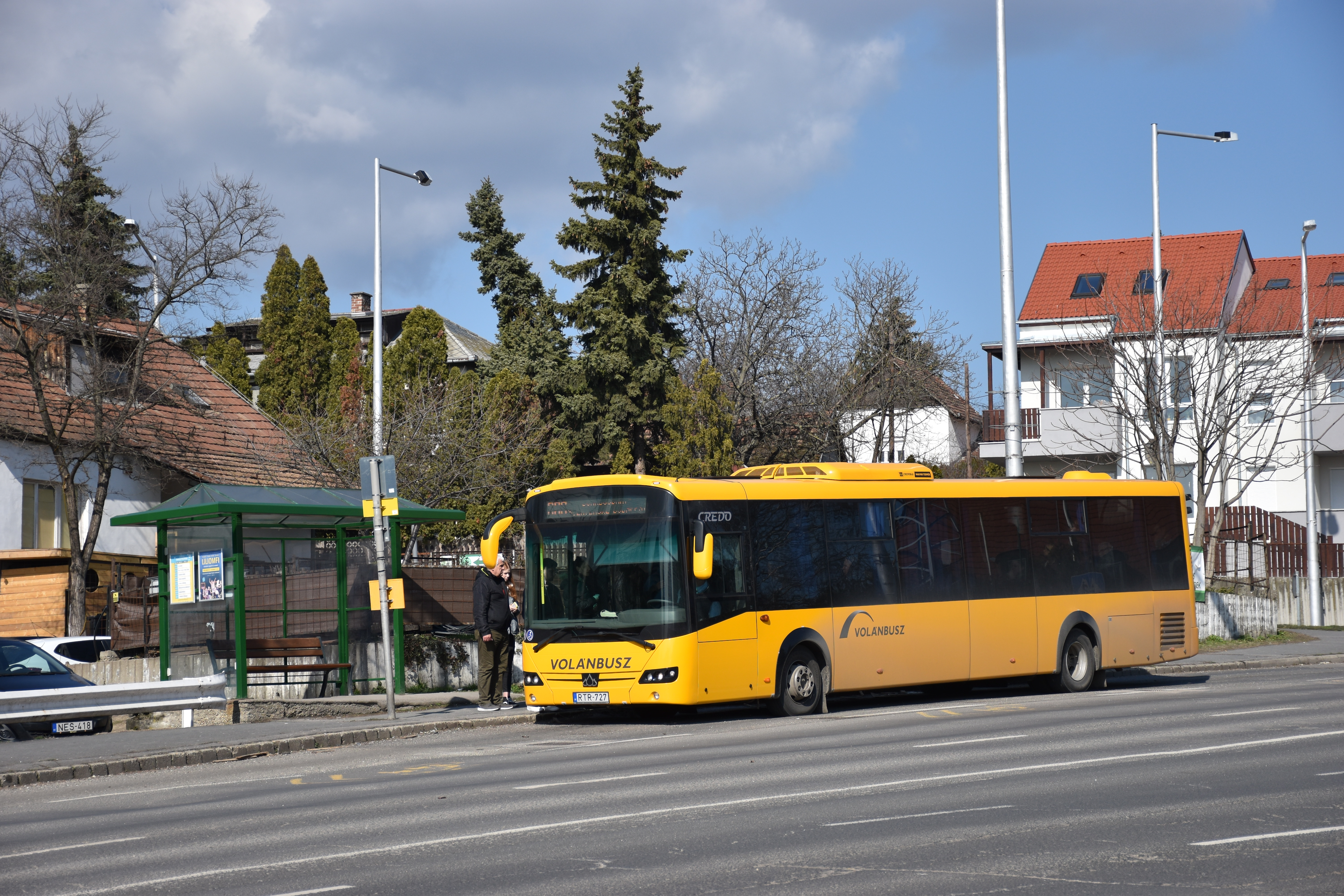
Městský autobus v Szentendre.

Město je z nedaleké Budapešti dobře dostupné pomocí příměstské železnice (HÉV, linka H5). Szentendre představuje konečnou a nejsevernější stanici této linky. Kromě této trati žádná jiná nádraží na území Szentendre nejsou. Pravidelné jsou také spoje po Dunaji lodí.
Ve stejném severo-jižním směru z Budapešti proti proudu Dunaje dále vede silnice č. 11 (až do Ostřihomi). Po ní jsou provozovány autobusové linky, které spojují město s Budapeští, ale také s obcemi dále proti proudu Dunaje. V 70. a 80. letech 20. století byla zrealizována v současné podobě mimo samotný historický střed města. Budována byla po částech, ve stejné době vzniklo i dnešní autobusové nádraží. Dálniční spojení Szentendre se zbytkem maďarské dálniční sítě nemá, silnice č. 11 z budapešťské strany byla nicméně v 80. letech přebudována jako čtyřproudá silnice.
Výhledově má vést po dunajském břehu cyklostezka (v roce 2023 z části dokončená) až do Budapešti.

## Společnost

### Školství
Ve městě se nachází několik základních škol. Stojí zde také Základní škola a gymnázium Ference Rákócziho. Mezi další střední školy patří potom střední škola při reformované církvi nebo Střední škola při františkánském klášteře. Stojí zde také i střední odborné učiliště Józsefa Petzelta.
V jižní části města se nachází vojenské vzdělávací zařízení při areálu místních vojenských kasáren.

### Sport
Město mělo dvě fotbalová hřiště, která byly ve vlastnictví fotbalových FC Kossuth a SK Petőfi. Oba týmy ale nakonec zanikly. Působí zde baseballový tým Szentendre Sleepwalkers. Oblíbeným sportem je rovněž házená. 

## Kultura

### Kulturní instituce

#### Muzea

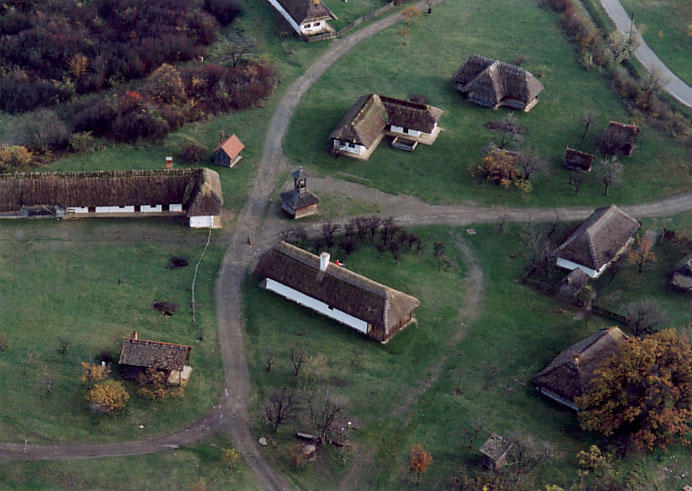
Letecký snímek skanzenu

- Ve městě sídlí Muzeum srbské pravoslavné církve.[24][9] Zahrnuje sbírku ikon a dalších pravoslavných církevních předmětů.[25]
- Na místním nádraží se rovněž nachází i muzeum veřejné dopravy. Patří budapešťskému dopravnímu podniku (BKV).
- Muzeum Bély Czóbela je věnováno práci uvedeného maďarsko-francouzského malíře.
- Muzeum Imreho Amose a Margit Anny je věnováno práci těchto dvou malířů.[26]
- Severozápadně od středu města se nachází rozlehlý skanzen[27][25], jehož součástí je i muzeální dráha a také pozůstatky rustikální vily z římských časů.

#### Divadla
V Szentendre se nachází místní městské divadlo, známé pod názvem Theatrum. V provozu je po celý rok a v létě organizuje divadelní festival. Kromě toho zde od roku 1999 působí instituce s názvem MűvészetMalom (doslova divadelní mlýn).

#### Galerie
Szentedreská galerie (maďarsky Szentedrei képtár) se nachází na hlavním náměstí (maďarsky Fő tér). Sídlí v historickém domě dalmatského typu, který však v 3. dekádě 21. století byl ve špatném stavu. Kromě toho zde působí několik menších soukromých galerií, jako např. Őri-Art Galéria nebo 

#### Kulturní akce
V létě se koná v Szentendre vždy již zmíněný divadelní letní festival. Trvá po měsíce červenec i srpen, jednotlivá představení se konají na scénách umístěných přímo v ulicích města.

### Kulturní památky a pamětihodnosti města

#### Kostely

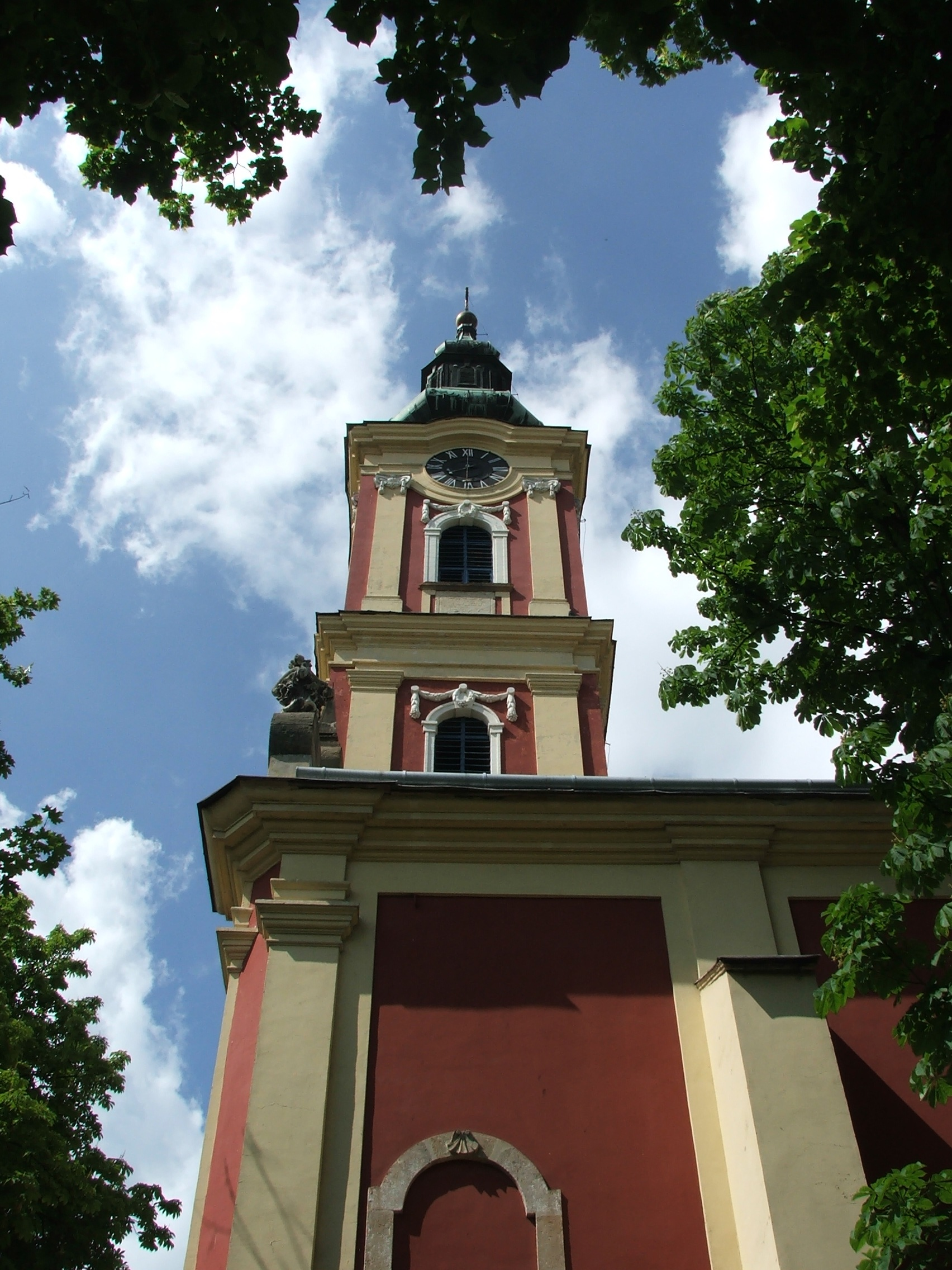
Pravoslavná katedrála Beograda

Szentendre bylo vždy městem, kde žili lidi různých národností a různého vyznání. Najdeme zde proto kostely katolické, protestantské i pravoslavné. Synagoga již zanikla, dnes se v centru města nachází jen židovská modlitebna. Věže kostelů nejrůznějších vyznání ční nad městem jako symbol harmonické koexistence všech vyznání ve městě. Takto to znázornila nejslavnější místní umělkyně Margit Kovácsové v jedné své kompozici. Dodnes jsou kostely nazývány podle města, ze kterého přišli uprchlíci, kteří jej vystavěli.
- Opovský kostel – dnes kalvinistický kostel z 18. století, původně srbský pravoslavný.[30]
- Kostel Blagověstenska – řecký ortodoxní kostel, postavený roku 1752 v barokním stylu, malby na ikonostasu ovlivněny obrazy svatých z maďarských katolických kostelů. Jeho ikonostas je ve stylu rokokovém.[4]
- Požarevacký kostel (srbsky Пожаревачка црква) – srbský pravoslavný kostel, o jeho ikonostasu se povídá legenda, že si ho sem Srbové přinesli původně ze staré vlasti.
- Kostel sv. Petra a Pavla zvaný ćiprovacka crkva, původně dřevěný kostel vystavěn roku 1690 Bulhary uprchnuvšími z města Ciprovac, přestavěn v 18. století. Poškozen požárem roku 1800 a zrekonstruován v průběhu 19. a 20. století pravoslavnými Srby, od roku 1944 slouží katolíkům.[30]
- Katedrální chrám, též Bělehradská katedrála (srbsky Саборна црква, resp. srbsky Београдска катедрала) – srbská pravoslavná, nejvýstavnější[zdroj?] a nejvýše se vypínající kostel ve městě. V zahradě vedle katedrály se nachází Diecézní muzeum s exponáty religiózních objektů Srbské pravoslavné církve. Ikonostas chrámu byl vytvořen Vasilijem Ostojićem z Nového Sadu.
- Farní kostel sv. Jana Křtitele – katolický kostel stojící na místě, kde byl snad první svatostánek vystavěn v období maďarské christianizace. Byl však zničen ve 13. století Tatary a poté vystavěn nový ve století 14., ten byl však poškozen Turky v 16. století a opraven ve století 18. Obdivuhodný je především nově zrekonstruovaný malovaný chór.

#### Ostatní stavby
Místní budova radnice byla postavena v barokním stylu.
Na hlavním náměstí (maďarsky Fő tér) se dodnes nachází pravoslavný kříž, který zde vznkl v období přítomnosti srbské komunity. Postaven byl roku 1763 jako vyjádření díků za to, že se Szentendre víceméně vyhnula epidemie moru, která jak již bylo uvedeno zdecimovala sousední Pomáz. Jeho výstavbu financovala Srbská obchodní společnost, která sdržovala srbské obchodníky ve městě. 
K původní katedrále patří rovněž i pravoslavný hřbitov, kde byli původní obyvatelé města pohřbíváni. Stojí zde celkem 424 starých náhrobků, nejstarší z nich jsou z 18. století.

## Ve filmu
V místním skanzenu se natáčely scény z filmu Smrtihlav z roku 2017. 

## Osobnosti

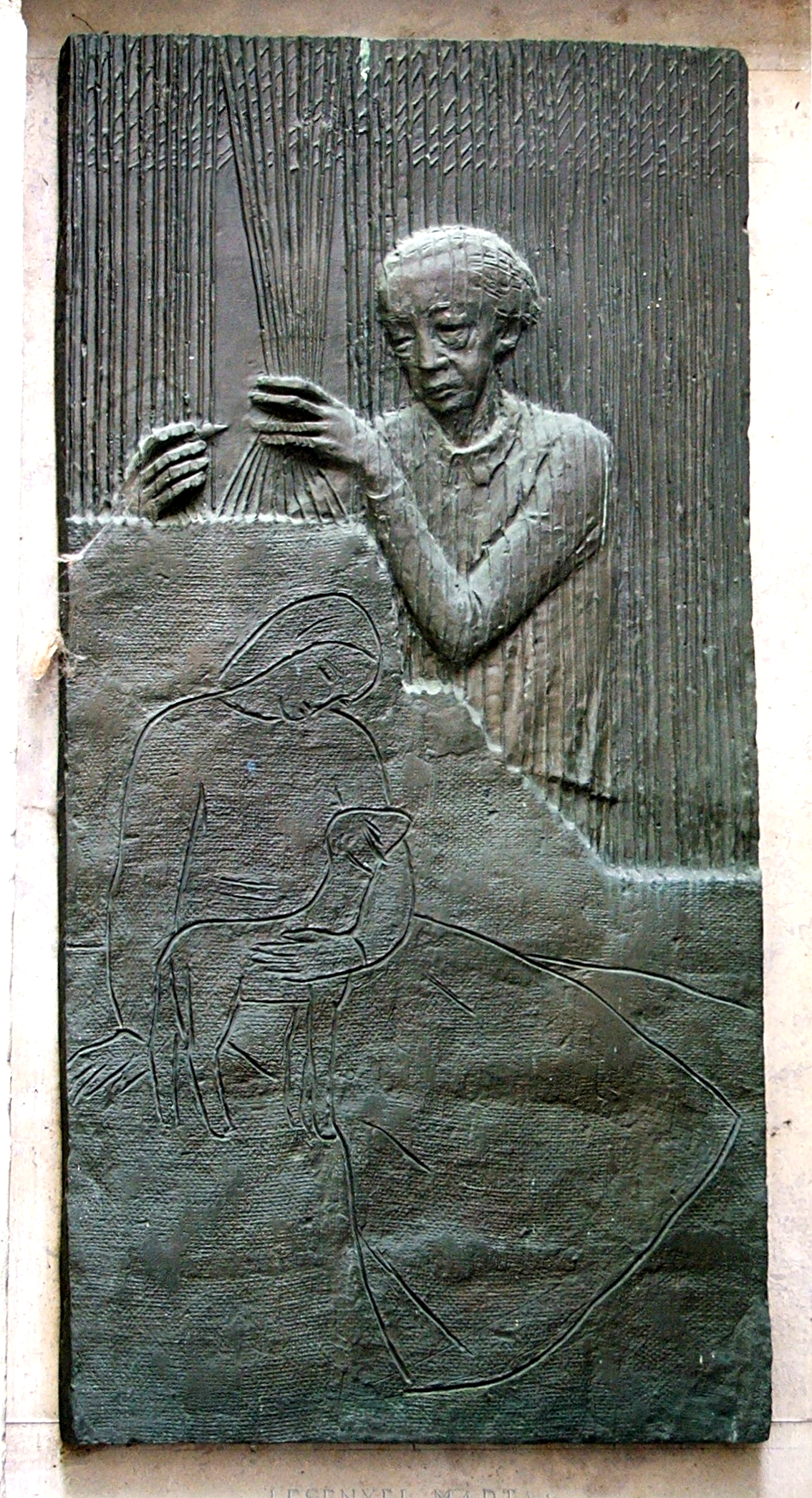
Pamětní deska znázorňující Noemi Ferenczy při tvorbě gobelínu.

- Avakum Avakumović (1774–1811) srbský básník, voják, hudebník, flétnista z Szentendre
- Dr. Ferenc Kucsera (1892–1919), římskokatolický kaplan ze Szentendre, mučedník
- Jakov Ignjatović (1822–1889), srbský spisovatel z Maďarska
- Pál Deim (1932–2016), maďarský malíř oceněný Kossuthovou cenou
- Mihály Borbély (1956–), hudebník, určující osobnost současného maďarského jazzu
- János Pálinkás (1968–) malíř
- Kati Wolf (1974–), maďarská zpěvačka
- Zoltán Báthory (1978–), americký hudebník maďarského původu
- Péter Andorka (1987–), maďarský skladatel
- Judit Endrei (1953–), hlasatel, redaktor a moderátor
- István Zámbó (1950–), malíř
- János Aknay (1949–), malíř
- Győző Bihon (1959–), malíř
- István Regős (1954–), malíř
- Ilona Ivancsics (1960–), herečka
- Emil Ábrányi mladší (1850–1920) básník, literární překladatel, novinář
- Béla Hamvas (1897–1968) spisovatel, filozof

### Umělci
- Margit Kovácsová (1902–1977): sochařka a keramička, věnovala se motivům křesťanským, také ztvárňovala často smrt, svatbu, vesnické tradice, antické legendy. I jako dospělá viděla svět očima dítěte. Z hlíny byla schopna vytvořit cokoliv. Své dílo odkázala městu Szentendre, je možno jej obdivovat ve dvoupatrové expozici nedaleko od Hlavního náměstí.
- Béla Czóbel (1883–1979): malíř, zástupce École de Paris, byl přítelem Picassa a Braquea. V Uhrách sympatizoval s uměleckými hnutí Neos a Nyolcak. Během první světové války byla většina jeho děl zničena. Od roku 1939 pobýval střídavě v Paříži a v Szentendre.
- Jenő Kerényi (1908–1975), sochař, jeho socha Tanečníci získala Grand Prix na EXPO 58 v Bruselu.
- Lajos Vajda: malíř
- Jenö Barcsay (1900–1988): malíř ovlivněný impresionismem a kubismem.
- Károly Ferenczy (1862–1917) malíř, byl jedním z průkopníků maďarského impresionismu. Rád maloval akty. Byl profesorem Akademie umění v Budapešti. Ve městě je mu věnováno muzeum na Hlavním náměstí.
- Valér Ferenczy (1885–1954): syn Károlye Ferenczyho, malíř a grafik. Věnoval se krajinomalbě a portrétu.
- Noémi Ferenczy (1890–1957) dcera Károlye Ferenczyho, malířka, její vášní byly gobelíny a tapiserie.
- Béni Ferenczy (1890–1967): syn Károlye Ferenczyho, sochař, experimentoval s kubismem a expresionismem.
- Imre Ámos: malíř vizionářských děl. Ve městě sdílí muzeum malířky Margit Anny, kterou okouzlil maďarský folklor.
- János Kmetty (1889–1975): malíř a designér, významná byla jeho kubistická díla.
- Pavle Sofrić, srbský pedagog z období přelomu 19. a 20. století

## Partnerská města
- Stari Grad, Chorvatsko
- Kruševac, Srbsko
- Zalau, Rumunsko
- Kazanlak, Bulharsko
- Gubbio, Itálie
- Manchester, Velká Británie
- Huntingdon, Velká Británie
- Wertheim, Německo
- Uusikaupunki, Finsko